# Trestonia frontalis
Trestonia frontalis là một loài bọ cánh cứng trong họ Cerambycidae.